# Michelle Melo (política)
Michelle Melo (Rio Branco), é uma política brasileira, filiada ao PDT. 
Nas eleições de 2022, foi eleita deputada estadual pelo AC.

## Vida pessoal
Michelle é bissexual e negra.